# Мочков, Александр Борисович
 Александр Борисович Мочков (укр. Мочков Олександр Борисович; род. 27 мая 1981, Хмельник) — украинский общественно-политический и государственный деятель. Народный депутат Украины VII созыва. Кандидат наук государственного управления. Государственный служащий первого ранга.

## Биография
Родился 27 мая 1981 года в городе Хмельник Винницкая область.
- В 1998 году окончил среднюю школу № 11 в городе Ялта, АР Крым.
- В 2003 году окончил Ялтинский институт менеджмента и получил квалификацию магистр финансов.
- В 2003 году в Крымском институте экономики и хозяйственного права, в центре подготовки специалистов фондового рынка сдал экзамен, и был аттестован как специалист по торговле ценными бумагами.
- В 2003 году прошёл военную подготовку при НТУУ «Киевский политехнический институт», Военном институте телекоммуникаций и информатизации. Военную присягу на верность украинскому народу принял 5 июля 2003. Офицер запаса.
- В 2008 году окончил Национальную академию государственного управления при Президенте Украины (Киев), и получил второе высшее образование по специальности магистр государственного управления.
- С 2013 по 2017 год — обучение в аспирантуре в Национальной академии государственного управления при Президенте Украины.

## Трудовая деятельность
- В 2003 году — эксперт сектора вексельного обращения корпоративного бизнеса.
- 2004—2005 гг. — ведущий экономист отдела карточных продуктов корпоративных клиентов в Ялтинской филиала Приватбанка".
- В 2005 году работал в ООО «Каскад» юрисконсультом.
- 2005—2006 гг. — прибывает в должности финансового директора в ООО «ЭВАС-Альянс».
- 2007—2012 гг. — частный предприниматель.
- 2008—2012 гг. — Основатель и директор ООО «Крыминвест групп XXI века».
- 2009—2014 гг. — Президент «Ялтинского Центра социальных и политических исследований».

## Политический путь
- 2002—2012 годах — депутат трёх созывов Массандровского поселкового совета Автономной Республики Крым.
- С 12 декабря 2012 — народный депутат Украины VII созыва, избранный по общегосударственному многомандатному округу от политической партии «УДАР (Украинский Демократический Альянс за Реформы) Виталия Кличко», порядковый номер в списке 33.
- Заместитель председателя Временной специальной комиссии Верховной Рады Украины по вопросам Автономной Республики Крым.
- Секретарь Комитета Верховной Рады Украины по вопросам информатизации и информационных технологий.

В течение этого времени в Автономной Республике Крым было открыто 18 общественных приёмных, в которых постоянно велась работа с жителями полуострова. Всего в общественные приёмные обратилось — 2569 человек. Были как индивидуальные, так и коллективные обращения. В основном люди обращались за консультациями юридического характера. По вопросам оформления льгот, материальной помощи, пенсий, земельных участков.
- В 2014 — кандидат в народные депутаты Украины, от политической партии БПП «Солидарность», № 97 в списке партии.
- С 2009 по 2014 гг. — Член Политической партии «УДАР» (Украинский Демократический Альянс за Реформы) Виталия Кличко "и председатель Крымской республиканской организации.
- В 2014 году доверенное лицо кандидата на пост Президента Украины — Порошенко Петра Алексеевича в территориальном избирательном округе № 159.
- В 2015 году — советник Министра социальной политики Украины на общественных началах.
- С 28 октября 2015 по декабрь 2017 года — помощник-консультант народного депутата Украины.
- С 2016 года — член инициативной группы по созданию политической платформы «Волна», член номинационного комитета.
- С февраля 2021 по март 2023 Руководитель Секретариата ПП «СИЛА И ЧЕСТЬ».

## Евромайдан
- 21 ноября 2013 год помогал крымским активистам которые прибывали на евромайдан. Поддерживал лозунг «Крым — это Украина».
- 7 декабря 2013 год в Симферополе на центральной площади города перед зданием Совета министров АР Крым, в рамках «евромайдан-Крым», народный депутат Украины Александр Мочков, проводил акцию — «КРЫМ ВСТАВАЙ!». В которой приняли участие более пятисот человек.

## Семья
Супруга Мочкова Лиля, дочери Анна-Мария (2009) и Анастасия-Виктория (2014).

## Спорт, увлечения
- Мастер спорта Украины по борьбе самбо.
- Фитнес, кросфит, дайвинг, фридайвинг, плавание на открытой воде.